# Kenmare, North Dakota
Kenmare är en ort i Ward County i delstaten North Dakota, USA.